# Istituto di ricerche farmacologiche "Mario Negri"
L'Istituto di ricerche farmacologiche "Mario Negri" è una fondazione non profit di Milano, per la ricerca, la formazione e l'informazione sulle scienze biomediche.
La costituzione dell'istituto, avvenuta nel 1963, fu resa possibile da un apposito lascito testamentario del filantropo milanese Mario Negri e dall'attività del fondatore e primo direttore Silvio Garattini.

## Storia
Nel 1958 Silvio Garattini, di aiuto all'Istituto di Farmacologia dell'Università di Milano, conobbe Mario Negri, gioielliere e filantropo; la visione di Garattini con il concetto della fondazione di un'organizzazione nell'interesse pubblico, con la flessibilità delle attività private, non a scopo di lucro, per la ricerca di cure contro i tumori, affascinò Mario Negri, sicché alla sua morte nel 1960, all'apertura del testamento nel 1961, il filantropo aveva finanziato alcuni programmi di ricerca scientifica, lasciando un'importante parte del suo patrimonio alla fondazione di un Istituto di ricerca, che avrebbe portato il suo nome, indicandone precise caratteristiche e scopi, e chiedendo che Silvio Garattini fosse il direttore e la guida.
Il 1º febbraio 1963 a Milano si inaugurò la prima sede nell'area di Quarto Oggiaro; è la sola Fondazione privata italiana dedicata interamente alla ricerca scientifica; insieme a Garattini, una squadra composta da 21 talenti scientifici, nelle aree di ricerca che riguardano psicofarmacologia, metabolismo dei lipidi e chemioterapia dei tumori. Nel 1970 grazie alle competenze della farmacocinetica, cominciano i primi studi per stabilire efficacia e tossicità dei farmaci, creando un primo ponte di collegamento tra ricerca e pazienti. Le malattie cardiovascolari (GISSI), tumori ginecologici (GIVIO), malattie della pelle (GISED), e pazienti in terapia intensiva (GIVITI), o con malattie psichiatriche (GISAS) sono oggetto di ricerche della Fondazione.
Nel 1984 nasce la seconda struttura del "Mario Negri" di Bergamo, presso il Conventino, un edificio settecentesco della città, con un team di 25 giovani studiosi clinici e biologi, guidati da Giuseppe Remuzzi, con lo scopo di eliminare la dialisi nei pazienti affetti da malattie renali. Nel 1987 la sede di via Eritrea a Milano si arricchisce dal 1983 di una torre a sei piani, dedicata ai laboratori di ricerca, grazie alla donazione di Angelo ed Angela Valenti. Nel 1987 un nuovo aiuto economico di Catullo e Daniela Borgomaineiro permette l'ampliamento della parte storica della Fondazione, con un nuovo edificio per l'avvio di ricerche di biologia ed epidemiologia.
Nel 1980 nasce la terza struttura del "Mario Negri Sud" in Abruzzo, presso il comune di Santa Maria Imbaro.
Nel 1992 l'Istituto con la donazione dei coniugi Daccò e di alcune banche bergamasche, apre il Centro di Ricerche Cliniche per le Malattie Rare "Aldo e Cele Daccò" presso la villa Camozzi di Ranica (BG); nel 2001 il Centro Daccò diventa sede del Coordinamento della Rete Regionale per le Malattie Rare in Lombardia, in collaborazione col Centro Nazionale delle Malattie Rare dell'Istituto Superiore di Sanità, raccogliendo informazioni, documentazioni, diffondendo informazioni al pubblico, e svolgendo ricerca sperimentale e clinica, formando giovani ricercatori, coordinanti i centri lombardi dedicati alle malattie rare.
Nel 2002 presso il Centro Daccò si apre il Centro Ricerche Trapianti "Chiara Cucchi De Alessandri e Gilberto Crespi" con il contributo della Fondazione Ricerca Trapianti ART, con donazione di borse di studio e apparecchiature all'avanguardia, con lo scopo di migliorare la tolleranza rispetto all'organo trapiantato. Nel 2007 la sede principale dell'Istituto si sposta da via Eritrea a Milano in una nuova struttura alla Bovisa, più grande e più moderna, la cui superficie è di 42.000 mq totali. Nel 2010 la donazione di Anna Maria Astori rende possibile la costruzione della nuova sede di Bergamo, fuori dalla storica struttura del Conventino, presso il Polo Scientifico "Kilometro Rosso". Nel 2013 il Ministero della Salute riconosce l'Istituto "Mario Negri" come IRCSS (Istituto di Ricovero e Cura Carattere Scientifico) attestandone l'alto contributo alla farmacologia e alla sperimentazione clinica delle malattie neurologiche, rare e ambientali.
Nel 2018 Silvio Garattini lascia la guida delle tre sedi di Milano, Bergamo e Ranica a Giuseppe Remuzzi.

## Obiettivi
Le ricerche dell'istituto sono rivolte ad approfondire la comprensione dei meccanismi intimi di funzionamento degli organismi viventi, individuare le ragioni per cui insorgono le varie malattie, conoscere i processi che si svolgono negli organismi stessi in seguito all'introduzione di farmaci. I risultati che ne emergono servono sia per la messa a punto di nuovi farmaci, sia per accrescere l'efficacia di quelli già in uso e conoscerne meglio il rapporto beneficio-rischio.
In quasi 50 anni di attività, l'Istituto ha prodotto oltre 12.000 pubblicazioni scientifiche e circa 250 volumi, in cancerologia, chemioterapia e immunologia dei tumori, in neuropsicofarmacologia, in farmacologia cardiovascolare e renale.
Oltre alle attività di ricerca, l'Istituto svolge anche attività di insegnamento per la formazione professionale di tecnici di laboratorio e ricercatori laureati.

## Centri di ricerca
Mario Negri volle che venissero costruiti in Italia tre principali centri di ricerca scientifica e farmacologica: uno a Milano, uno a Bergamo e l'ultimo a Santa Maria Imbaro, chiamato "Mario Negri Sud", non più attivo dal 2015.

### Il "Mario Negri" di Milano
La sede è in via Mario Negri a Milano. La storica sede fu costruita nel 1963 in via Eritrea a Milano, nel 2002 si è progettata la nuova struttura presso la Bovisa per la costruzione del nuovo Politecnico e della sede dell'Università per la Laurea Triennale. La struttura è dotata al piano terra di una grande sala di atrio, la sala mensa, la sala dell'orientamento, gli uffici tecnici e amministrativi al primo piano. La struttura è dotata di 5 piani, più una grande torre angolare posta al lato della facciata, sede di alcuni laboratori; 4 piani sono dedicati ai lavoratori e uffici di ricerca, suddivisi in dipartimenti e laboratori con le annesse unità.
Oltre al palazzo grande, si trova anche una seconda struttura adibita ad albergo per ricercatori esterni, e per gli alloggi degli studenti dell'Istituto

### Il "Mario Negri" di Bergamo
Si trova a Bergamo presso il Parco Scientifico Tecnologico "Kilometro Rosso", un'altra sede invece è nel limitrofo comune di Ranica in via Camozzi, quella storica presso il Conventino, sede della "Casa del Giovane".
La sede nuova è stata realizzata nel 2010, intitolata ad Anna Maria Astori, che ha contribuito al finanziamento dell'opera, di circa 6.600 mq. Il Centro svolge attività di ricerca nel campo delle malattie renali e del diabete, dell'immunologia dei trapianti d'organo, della farmacologia clinica, della medicina molecolare e rigenerativa, della bioingegneria e di alcuni aspetti delle malattie tumorali e delle malattie rare. Il Centro occupa 100 persone, è dotato di strutture e apparecchiature all'avanguardia, come la microscopia elettronica e confocale, stanze sterili per colture cellulari, laboratori per studi di biologia cellulare e molecolare, strumentazione per dosaggi farmacologici. Oltre all'attività di ricerca sono attivi programmi di formazione rivolti ai giovani laureati e diplomati, con corsi di laboratorio di ricerca e specializzazione al livello regionale.

### Istituto "Mario Negri Sud"

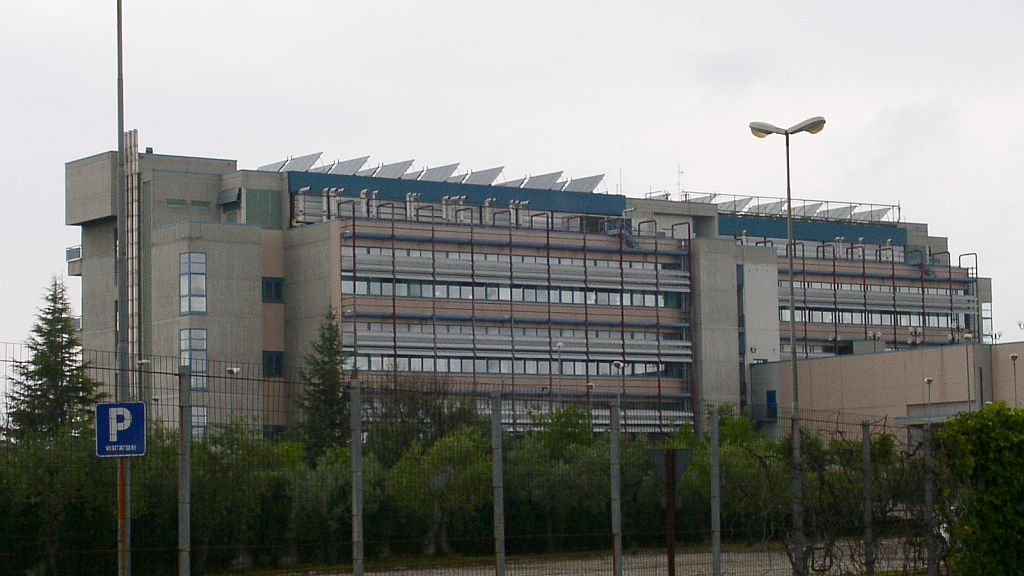
La struttura dell'ex Mario Negri Sud di Santa Maria Imbaro

Il Consorzio Mario Negri Sud, nato il 5 dicembre 1980, un centro di ricerca, formazione e divulgazione scientifica gestita dall'omonima fondazione senza scopo di lucro, situato nel comune di Santa Maria Imbaro, provincia di Chieti. Le attività del centro incominciarono il 1º febbraio 1988, nella ricorrenza del 25º anniversario della fondazione del "Mario Negri" di Milano e terminarono, dopo 27 anni di attività, nel 2015 quando è stato chiuso per gravi problemi finanziari. 
Il centro possedeva inoltre un campus, alloggio per ricercatori e visiting scientists e si occupava di formare e qualificare i ricercatori del Mezzogiorno d'Italia. Operava nei settori della biologia cellulare e molecolare, oncologia molecolare e clinica, malattie cardiovascolari, coordinamento di studi clinici controllati sul diabete, infarto miocardico, tumore della mammella e malattie mieloproliferative, epidemiologia assistenziale e farmacoepidemiologia, ricerca clinica ed epidemiologica e formazione in medicina generale, sistemi informativi e politiche sanitarie, rapporti tra salute e ambiente e metodologie analitiche per il monitoraggio ambientale. 

### Il Centro Anna Maria Astori e il Centro Aldo e Cele Daccò
Presente fin dal 1984, il Mario Negri a Bergamo può contare due sedi: il Centro Anna Maria Astori che si trova presso il Parco scientifico tecnologico Kilometro Rosso, e il Centro di ricerche cliniche per le malattie rare "Aldo e Cele Daccò" a Villa Camozzi. Al Negri di Bergamo ci sono tre dipartimenti: bioingegneria, medicina molecolare e medicina renale.

## I dipartimenti
All'interno dell'Istituto Mario Negri sono presenti i seguenti dipartimenti: Ambiente e salute, Biochimica e Farmacologia Molecolare, Medicina Molecolare, Bioingegneria, Medicina molecolare, Oncologia, Medicina Renale, Ricerca Cardiovascolare, Neuroscienze e Salute Pubblica.